# Ciżmówka biaława

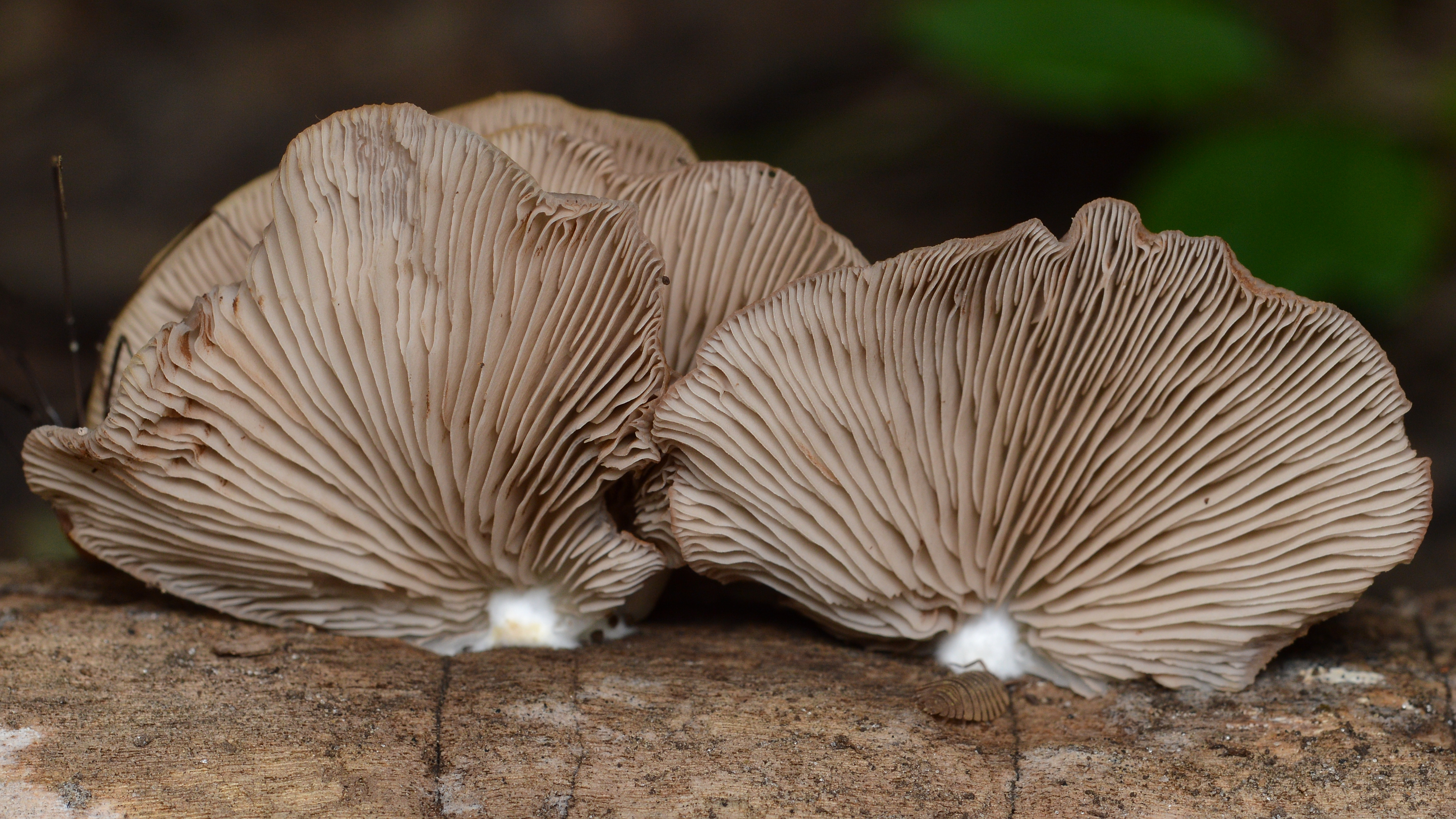

Ciżmówka biaława (Crepidotus malachius Sacc.) – gatunek grzybów należący do rodziny ciżmówkowatych (Crepidotaceae).

## Systematyka i nazewnictwo
Pozycja w klasyfikacji według Index Fungorum: Crepidotus, Crepidotaceae, Agaricales, Agaricomycetidae, Agaricomycetes, Agaricomycotina, Basidiomycota, Fungi.
Po raz pierwszy opisał go w 1887 r. Pier Andrea Saccardo. Synonimy:
- Agaricus malachius Berk. & M.A. Curtis 1859
- Crepidotus malachius var. phragmocystidiosus Hesler & A.H. Sm. 1965
- Crepidotus malachius var. plicatilis Peck 1887
- Crepidotus malachius var. trichifer Hesler & A.H. Sm. 1965

Polską nazwę zarekomendowała Komisja ds. Polskiego Nazewnictwa Grzybów przy Polskim Towarzystwie Mykologicznym w 2025 r.

## Morfologia
Kapelusz
O średnicy 10–30 mm, bez trzonu, do podłoża przyczepiony bokiem, łopatkowaty, nerkowaty do półokrągłego, początkowo wypukły, później płasko-wypukły, z lekko zagiętym, nieprążkowanym brzegiem, delikatnie owłosiony, higrofaniczny, ochrowobrązowy do lekko żelazistego.
Blaszki
Gęste, L = 10–20, l = 7–9, do szerokości do 3 mm, brzuchate, wąsko przyrośnięte, blade, za młodu ochrowobrązowe, potem cynamonowy. Krawędzie strzępiaste, białawe.
Miąższ
Cienki, szarobiały, bez zapachu, smak gorzkawy.
Wysyp zarodników
Ochrowobrązowy.
Cechy mikroskopowe
Zarodniki 4,8–6,5 × 4,6–6,2 μm, Q = 1–1,1, kuliste do prawie kulistych, zwężone w kierunku wyrostka wnęki, brodawkowato-punktowe, wyraźnie ubarwione. Podstawki 19–26 × 7–8 μm, czterozarodnikowe, ze sprzążkami. Cheilocystydy 34–55 × 4–5 × 7–17 μm, silnie główkowate, rzadko maczugowate, elastyczne, szkliste, cienkościenne, osadzone w gęstym, brązowawym śluzie, który nie rozpuszcza się w KOH i jest dobrze widoczny w eksykatach. Pilocystydy podobne do cheilocystyd. Trama blaszek prawie równoległa, strzępki o szerokości 5–13 μm. Strzępki w tramie kapelusza o szerokości 4–14 μm, splecione. Skórka kapelusza zbudowana ze strzępek o szerokości 3–4 μm, z licznymi, bardzo gęstymi, wyprostowanymi pilocystydami. Sprzążki obecne we wszystkich częściach grzyba.
Gatunki podobne
Wśród podobnych gatunków (ciżmówka płaska C. applanatus, ciżmówka szafranowa C. crocophyllus, C. ehrendorferi), ciżmówka biaława wyróżnia się obecnością bardzo gęstych pilocystyd. Rozproszone pilocystydy występują również u C. applanatus, ale o innym kształcie. Ponadto C. applanatus ma większy kapelusz z półprzezroczystym, prążkowanym brzegiem.

## Występowanie i siedlisko
Występuje w Ameryce Północnej, Europie i Japonii. W Polsce podano wiele stanowisk.
Nadrzewny grzyb saprotroficzny. Występuje na pniach drzew liściastych (zwłaszcza na bukach) i iglastych, owocniki głównie od września do października.